# Chiasme
Een chiasme, chiasma of kruisstelling is een stijlfiguur die bestaat uit een herhaling met een omkering.
Bij deze stijlfiguur worden de overeenkomstige termen van twee formuleringen in omgekeerde volgorde geplaatst. Het chiasme wordt ook wel als een bijzonder geval van parallellisme gezien, waarbij volgorde-inversie wordt toegepast in de herhaling van een eenheid.
De functie van een chiasme kan formeel decoratief zijn, maar meestal wordt een plechtig en bezwerend effect nagestreefd. In de poëzie wordt een chiasme gebruikt bestaande uit twee bij elkaar horende zinnen die elkaars tegengestelde zijn.

## Etymologie en verklaring
De naam chiasme is afkomstig van de Griekse hoofdletter chi: Χ. Deze letter beeldt het kruis uit dat de verwisseling tussen de eerste helft en de tweede helft van de formulering voorstelt:
dames en heren
Χ
jongens en meisjes
Hier verbindt de letter Χ de heren met de jongens, en de dames met de meisjes.
Een chiasme kan ook omschreven worden als een vorm onder het rijmschema ABBA, waarbij de elementen A bij elkaar horen, en de elementen B. De overeenkomst kan grammaticaal zijn (bijvoorbeeld dezelfde naamval of dezelfde woordsoort), maar ook inhoudelijk.
A - Je moet niet leven - B - om te eten
B - maar eten - A - om te leven.

## Voorbeelden
Een voorbeeld, waarin de woorden dood en slapen een kruis vormen:
Denkend aan de dood kan ik niet slapen,
En niet slapend denk ik aan de dood (J.C. Bloem)
Deze eerste twee regels van Bloems gedicht Insomnia vormen een chiasme. Twee tegengestelde situaties: niet slapen en denken aan de dood worden hiermee aan elkaar gelijkgesteld. De betekenis die daaraan kan worden gegeven is dat elk bewust leven besef van de dood heeft. Het maakt duidelijk waarom het chiasme soms gedefinieerd wordt als een retorisch middel waarmee antoniemen tot synoniemen worden gemaakt, of andersom.
Uit de popmuziek, het lied The birds and the bees van Jewel Akens, dat begint met:
Let me tell you about the birds and the bees
and the flowers and the trees.
De vogels horen bij de bomen en de bijen bij de bloemen.
Een ander voorbeeld uit de moderne muziek wordt gevonden in het nummer Gin and Juice van de Amerikaanse rapper Snoop Dogg. Hij rapt daar:
With my mind on my money and my money on my mind.
Uit In de ban van de ring:
Old Tom Bombadil is a merry fellow; bright blue his jacket is and his boots are yellow.
In de Nederlandse vertaling is ook een chiasme:
De ouwe Tom Bombadil is een vrolijk kwastje; zijn laarzen zijn geel en blauw is zijn jasje.
Een zeer complex chiasme is het Wilhelmus, waarbij de 15 coupletten inhoudelijk gekruist zijn zodat de 1ste met de 15de, de 2de met de 14de etc. gekruist zijn, zodat het 8ste couplet centraal komt te staan, waarin de essentie van het Wilhelmus geopenbaard wordt: de vergelijking tussen Willem van Oranje en de Bijbelse koning David, aan wie beiden een koninkrijk toekomt en die beiden voor een vijand moeten vluchten.